# كترمايا
كترمايا إحدى قرى إقليم الخروب في قضاء الشوف التابع لمحافظة جبل لبنان. تتميز كترمايا بموقعها القريب من الساحل والذي يقع على الطريق الرئيسي للإقليم. تحيط بها قرى سبلين والوردانية والمغيرية ومزبود ودلهون والمعنية. 
يمتاز أهلها بحبهم للضيف ومساعدته. كان سكان كترمايا في الماضي يعتمدون على الزراعة وتربية الماشية في معيشتهم وفي النصف الثاني من القرن العشرين برز منهم بعض رجال الأعمال الذين أسسوا تجارات واسعة في بيروت وخاصة في تجارة اللحوم والمواد الغذائية والزيوت. لا يزال سكانها يعطون قيمة بالغة للعادات والتقاليد، إضافة إلى تميّز الدبكة الجبلية اللبنانية والعربية هي  فيها وهي الرقصة الشعبية السائدة في مناسباتهم وأعراسهم. 